# Park Narodowy Tara
Park Narodowy Tara (sr. Национални парк Тара) – park narodowy obejmujący ochroną masyw góry Tara w Alpach Dynarskich na terytorium Serbii. Utworzony w 1981 roku. Obejmuje powierzchnię ok. 20 000 ha. Przez teren parku przepływa również rzeka Drina tworząc malowniczy wąwóz.

## Galeria

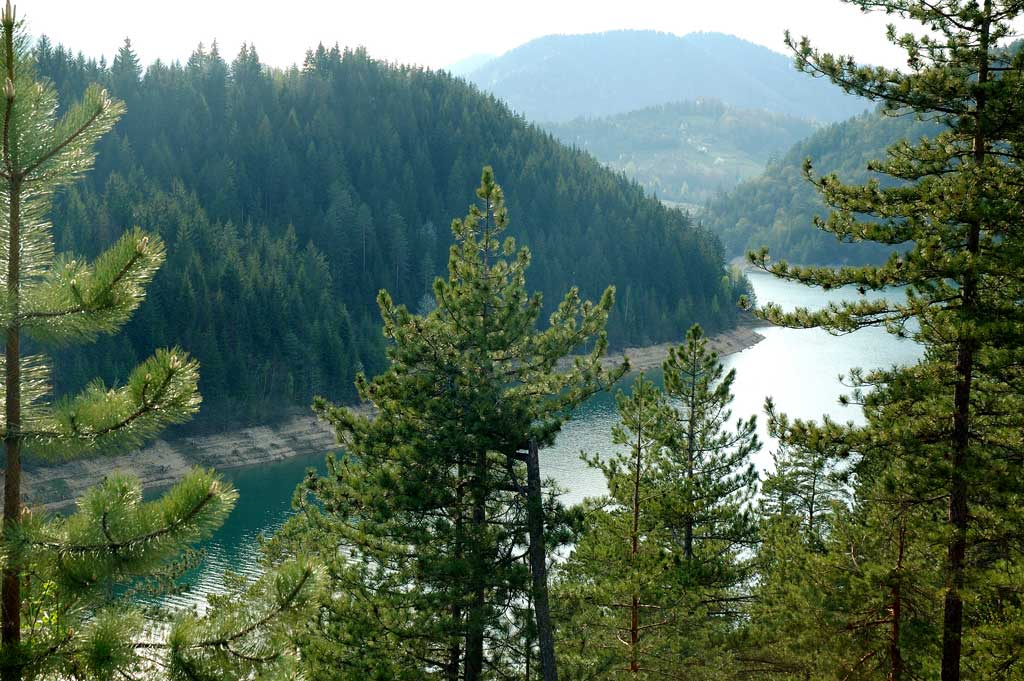
Widok na rzekę Tara
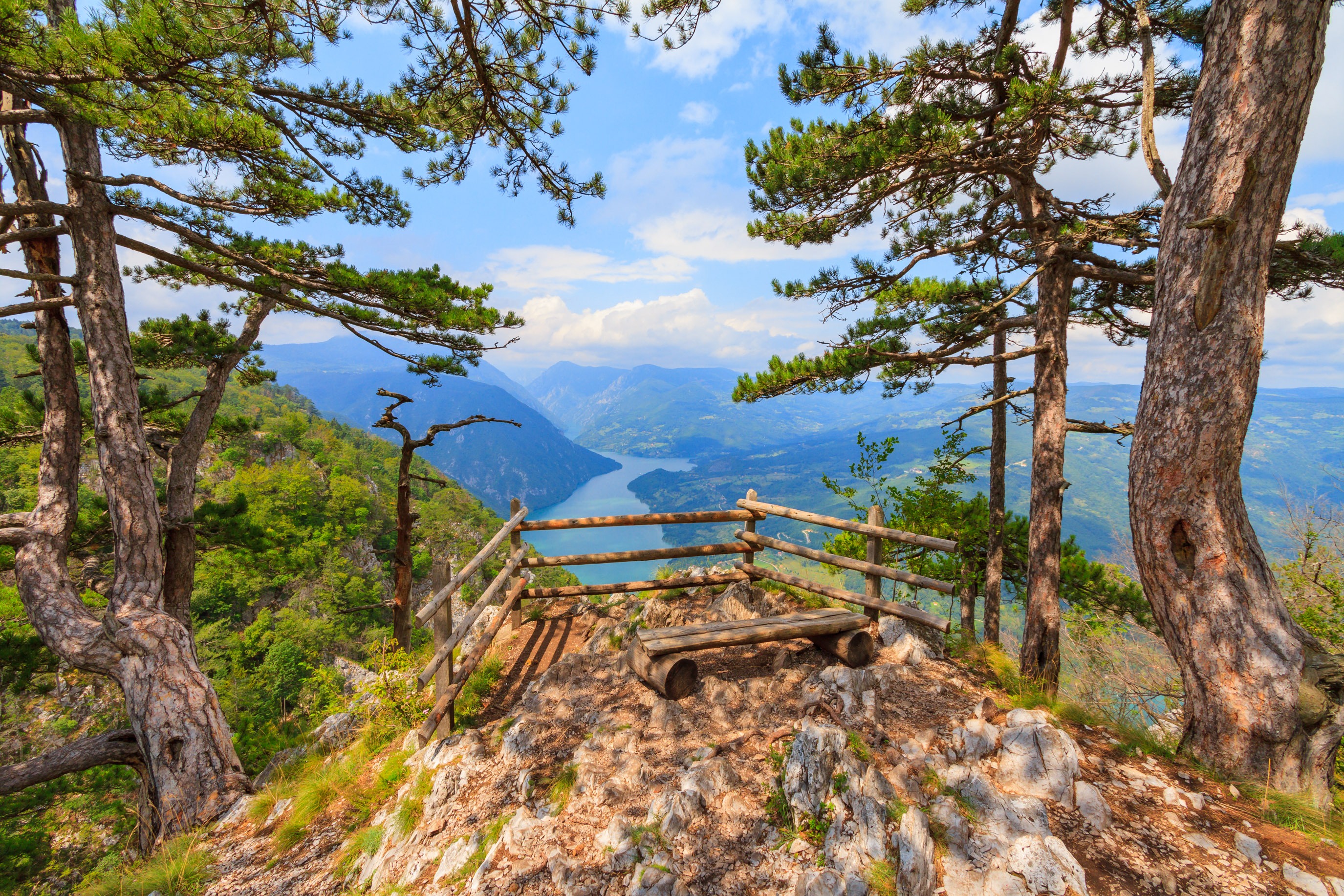
Punkt widokowy
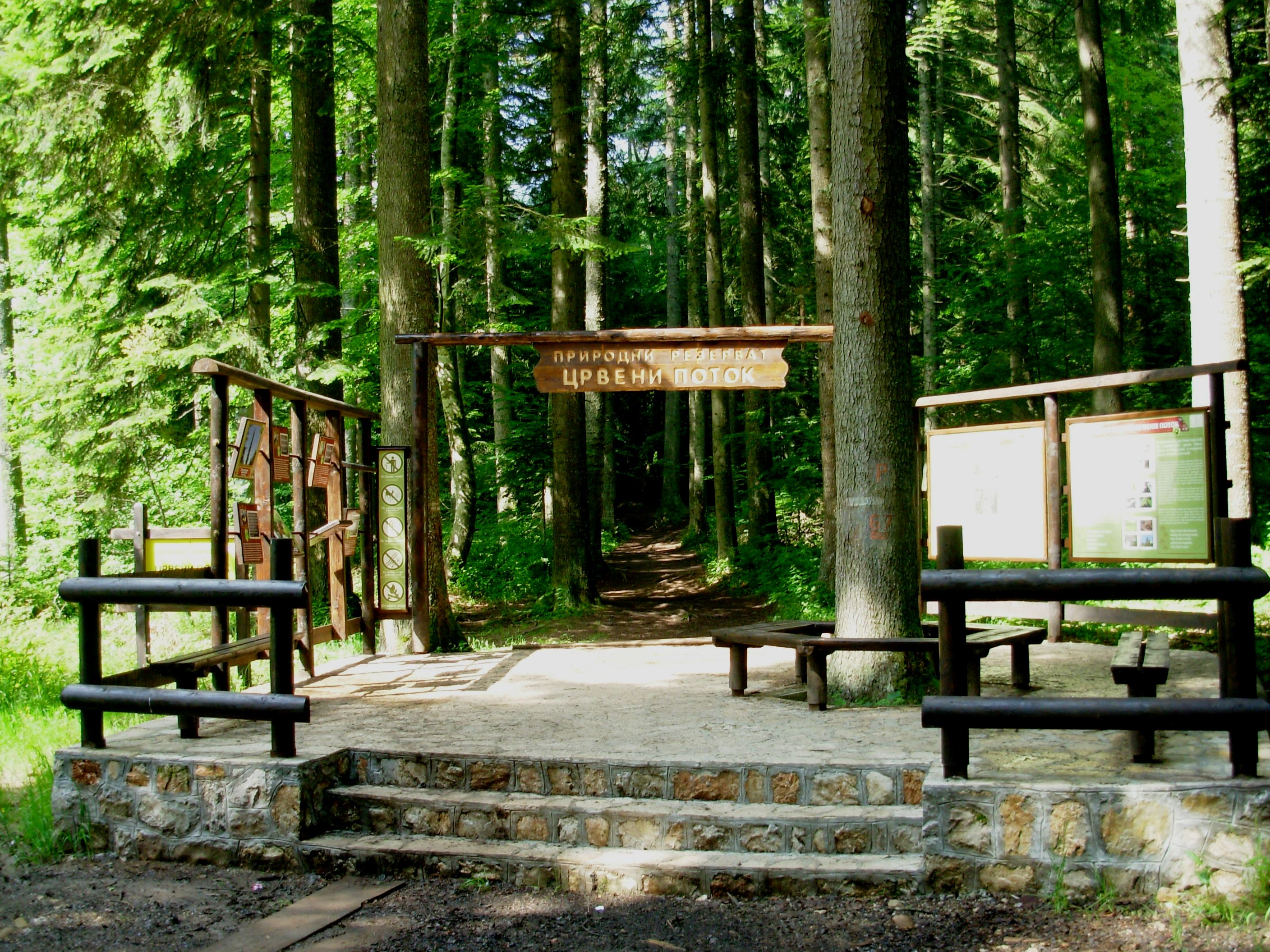
Wejście na jeden z szlaków w parku